# Amorphoscelis asymmetrica
Amorphoscelis asymmetrica es una especie de mantis de la familia Amorphoscelidae.

## Distribución geográfica
Se encuentra en Yemen.